# Pop Pop
Pop Pop é o terceiro single de carreira da cantora e apresentadora brasileira Eliana, parte do álbum que leva o mesmo nome da cantora, lançado em 1994. É um dos singles mais conhecidos da apresentadora, junto com Os Dedinhos.

## Background
Depois do sucesso de Os Dedinhos, primeiro álbum da carreira de Eliana, a apresentadora começou a trabalhar em um novo disco, já que ela precisava de novas músicas para seu novo programa, o Bom Dia & Companhia. Com a ajuda de João Plinta , que trabalhou em seu disco anterior, Eliana começou a escrever as canções, e a primeira delas foi "Pop Pop". Se assimilando com Os Dedinhos, a canção estimula o movimento de várias partes do corpo, como mãos, cabeça, pernas, entre outros. Além disso, algumas palavras foram postas no diminutivo como mão que se tornou "mãozinha" e pé que se tornou "pezinho", uma forma de tornar a música mais infantil. O single foi lançado em 1994.

## Performances
"Pop Pop" foi executada por Eliana durante os anos em que ela fez parte do Bloco Happy no carnaval de Salvador.

## Outras versões
Em 2003, Eliana regravou a canção para o álbum Festa, com uma versão remix. Em 2008, o grupo NX Zero cantou a música ao vivo para um especial de 10 anos de Eliana na Rede Record. Em 2011, a Rede Record lançou o disco "Record Kids Vol. 2" com uma versão desta canção.